# Нолита
Нолита (англ. Nolita, также NoLIta) — район в Нижнем Манхэттене. Название является аббревиатурой от словосочетания «North of Little Italy» («Север Маленькой Италии»), либо от «Northern Little Italy» («Северная Маленькая Италия»).
На севере район Нолита ограничен улицей Хаустон-стрит, на востоке — районом Бауэри, на юге — улицей Брум-стрит, на западе — улицей Лафайетт-стрит. К западу от района Нолита располагается Сохо, к северу — Нохо, к востоку — Нижний Ист-Сайд, к югу — Маленькая Италия и Чайнатаун.

## Описание
В XVIII веке на территории района были земледельческие угодья. В начале XIX века на их месте торговцы начали возводить дома для своих семей. В 1820-х годах в районе начали селиться иммигранты из Ирландии, со временем вынудив торговцев переехать к северу от района. С 1880-х годах, с притоком переселенцев из Италии, район стал преимущественно итальянским. Основная масса иммигрантов были крестьянами. На проходящей через район улице Малберри-стрит до сих пор проводится ежегодный фестиваль в честь Святого Януария, покровителя Неаполя. Во второй половине 1990-х годов с притоком яппи в районе появилось множество элитных бутиков и закусочных. Тогда же район получил своё название.

### Достопримечательности
На пересечении улиц Малберри-стрит и Принс-стрит расположен старый собор Святого Патрика. Он был открыт в 1815 году и реконструирован в 1868 после пожара. До постройки в 1879 году собора Святого Патрика он был основным римско-католическим приходом Нью-Йорка. Ещё одним заметным зданием является Пак-билдинг 1885 года постройки на пересечении улиц Хаустон- и Лафайет-стрит. В нём располагалось издательство популярного в своё время журнала Puck.

### Население
В 2009 году в районе насчитывалось 6386 жителей. В расовом соотношении преобладают белые и азиаты. Средний доход на домашнее хозяйство был приблизительно равен среднему показателю по городу: $50 464.

### Общественный транспорт
В районе действуют станции Spring Street 6-го маршрута и Bowery маршрута J/Z Нью-Йоркского метрополитена.